# 튀르키예 여단
튀르키예 여단(튀르키예어: Şimal Yıldızı 또는 Kutup Yıldızı)은 1950년부터 1953년까지 6·25 전쟁의 유엔군 소속 파병부대이며, 튀르키예 육군에 소속된 보병들로 이루어졌다. 그들은 미국 제25보병사단에 배치되어 여러 전투에 싸웠고, 군우리 전투 이후 대한민국 정부와 미국 정부로부터 수훈받았다. 튀르키예 여단은 전투력과 완강한 방어, 충실한 임무 수행 및 용기를 통해 평판을 얻게 되었다.

## 배경
1950년 6월 29일 튀르키예 정부는 국제 연합의 안보리 결의안 제83호에 응해 대한민국에 군대를 파병하기로 결정했다. 이는 6월 25일 북한이 대한민국을 공격한지 4일이 지난 후였다. 당시 안보리에서 튀르키예 정부는 "튀르키예는 그 책임감을 맡을 준비가 되었다"고 말했다. 1950년 7월 25일 튀르키예 정부는 3개의 보병대대, 1개의 포병대대와 수송부대로 구성된 5,000명의 여단급 전투부대를 파병하기로 결정했다. 이는 북한과 중화인민공화국에 맞서 싸우는 국제 연합 사령부 휘하의 부대를 편성했음을 의미했다. 튀르키예는 미국에 뒤어 두번째로 유엔의 요구에 응한 국가였다.
튀르키예 여단은 앙카라에 서쪽 17Km 지점에 주둔하던 튀르키예 육군 제28사단 241보병연대를 기간으로 편성되었으며, 당시 튀르키예 육군 제2기갑여단장을 맡고 있던 타흐신 야즈즈 준장이 파병부대의 여단장에 임명되었다. 그는 튀르키예 독립 전쟁과 갈리폴리 전투를 승리로 이끈 명장이었다. 튀르키예여단은 이마데틴 쿠라넬, 미타트 울루누, 루트푸 비르곤이 이끄는 3개의 대대로 구성되어 있었으며 지원 포병단 및 공병단으로 구성된 전투부대였다.
여단장 타흐신 야즈즈는 튀르키예 군사 설립에 깊이 관여된 인물이었다. 튀르키예군과 미군 사이에 문화적, 종교적 차이가 있었기에 두 부대 모두 교육을 통해 적응할 수 있었지만 가장 극복하기에 어려웠던 것은 언어였다. 여단장 야즈즈는 영어를 할 줄 몰랐고, 미군은 언어 장벽이 사라지지 않을 것이라고 보았다.
1950년 10월 12일  튀르키예 여단의 첫번째 병력이 부산에 도착했고, 이후 두번째 병력이 튀르키예 동부 지중해에 면한 항구 이스켄데룬에서 출발해 5일 후인 10월 17일 도착하여 미군 장비를 받고 훈련에 들어갔다. 튀르키예 여단은 미국 제25보병사단에 배치되었다. 튀르키예군의 1년 동안의 복무 이후 주기적으로 부대원을 교체했다. 튀르키예 여단의 세번째 병력이 1953년까지 복무하는 동안 한국정전협정이 체결되었다. 이후 7년 동안 튀르키예는 여단급 병력을 유지하였는데, 이는 국제 연합의 승인 하에 이루어진 것이었다. 7년의 기간 동안 튀르키예 제7대 대통령인 케난 에브렌도 복무자 중 한 명에 포함되었다.

## 같이 보기
- 6.25 전쟁 유엔군 파병 국가
- 6.25 전쟁 의료지원단 파견 국가
- 대한민국-튀르키예 관계

## 참고 문헌
- 6.25 전쟁과 유엔군 - 국방부 군사편찬연구소, 2015 (E-BOOK) 보관됨 2023-07-09 - 웨이백 머신
- 6.25 전쟁과 유엔군 - 국방부 군사편찬연구소, 2015 (PDF) 보관됨 2023-07-09 - 웨이백 머신
- 통계로 본 6.25 전쟁 - 국방부 군사편찬연구소, 2014 (E-BOOK) 보관됨 2023-07-09 - 웨이백 머신
- 통계로 본 6.25 전쟁 - 국방부 군사편찬연구소, 2014 (PDF) 보관됨 2021-01-11 - 웨이백 머신
- 유엔군 지원사 - 국방부 군사연구소, 1998 (E-BOOK) 보관됨 2023-07-09 - 웨이백 머신
- 유엔군 지원사 - 국방부 군사연구소, 1998 (PDF) 보관됨 2023-07-09 - 웨이백 머신
- 한국전쟁 요약 - 국방부 전사편찬위원회, 1986 (PDF) 보관됨 2023-07-09 - 웨이백 머신
- 한국전쟁사 제11권 - 유엔군 참전편 (뉴질랜드, 필리핀, 남아프리카 공화국, 태국, 튀르키예, 영국, 미국, 덴마크, 인도, 이탈리아, 노르웨이, 스웨덴) - 국방부 전사편찬위원회, 1980 (E-BOOK) 보관됨 2023-07-07 - 웨이백 머신
- 한국전쟁사 제11권 - 유엔군 참전편 (뉴질랜드, 필리핀, 남아프리카 공화국, 태국, 튀르키예, 영국, 미국, 덴마크, 인도, 이탈리아, 노르웨이, 스웨덴) - 국방부 전사편찬위원회, 1980 (PDF) 보관됨 2023-07-09 - 웨이백 머신

- The History of the UN Forces in the Korean War-1 (Ethiopia, Philippines, South Africa, Thailand, Turkey) - ROK Ministry of National Defense Institute for Military History, 1972 (E-BOOK) 보관됨 2023-07-09 - 웨이백 머신
- The History of the UN Forces in the Korean War-1 (Ethiopia, Philippines, South Africa, Thailand, Turkey) - ROK Ministry of National Defense Institute for Military History, 1972 (PDF) 보관됨 2023-06-28 - 웨이백 머신
- The History of the UN Forces in the Korean War-6 (Summary) - ROK Ministry of National Defense Institute for Military History, 1977 (E-BOOK) 보관됨 2023-07-09 - 웨이백 머신
- The History of the UN Forces in the Korean War-6 (Summary) - ROK Ministry of National Defense Institute for Military History, 1977 (PDF) 보관됨 2023-06-28 - 웨이백 머신